# Gabriel Rasch
Ole Gabriel Rasch (født 8. april 1976) er en norsk tidligere professionel cykelrytter, og nuværende sportsdirektør for Uno-X Mobility.